# Semiramis (opera)
Semiramis (italsky Semiramide) je opera o dvou jednáních Gioachina Rossiniho. Libreto Gaetana Rossiho je založeno na Voltairově tragédii Semiramis, která byla zase založena na asyrské legendě o Semiramis. Opera byla poprvé uvedena 3. února 1823 v divadle La Fenice v Benátkách.
Semiramis byla Rossiniho poslední italskou operou a podle Richarda Osborna „mohla být uvedena jako Revidovaný Tancredi“.  Stejně jako v Tancredim bylo Rossiho libreto založeno na Voltairově tragédii. Hudba měla podobu návratu ke zpěvným tradicím Rossiniho mládí a opera byla melodramatem, ve kterém „znovu vytvořil barokní tradici ozdobného zpěvu s bezkonkurenční dovedností“. Sborové scény (zejména dueta mezi Arsace a Semiramis) a sbory mají vysokou úroveň, stejně jako orchestrální dílo, které plně využívá plný zvuk orchestru.
Po této skvělé práci, jedné z jeho nejlepších ve svém žánru, se Rossini otočil zády k Itálii a přestěhoval se do Paříže. Kromě Cesty do Remeše, která je ještě v italštině, byly všechny jeho další opery buď původní skladby ve francouzštině, nebo adaptace jeho dřívějších italských oper, rozsáhle přepracované do francouzštiny.
Muzikolog Rodolfo Celletti shrnuje význam Semiramis takto:
„Byla poslední operou velké barokní tradice: nejkrásnější, nejimaginativnější, možná nejúplnější; ale také neodčinitelně poslední“.

## Obsazení
| Role                                                  | Hlas      | Premiérové obsazení, 3. února 1823 (Dirigent: Antonio Cammerra) |
| ----------------------------------------------------- | --------- | --------------------------------------------------------------- |
| Semiramis, babylonská královna, vdova po králi Ninovi | soprán    | Isabella Colbranová                                             |
| Arsace, velitel asyrské armády                        | kontraalt | Rosa Mariani                                                    |
| Assur, princ, potomek Baala                           | bas       | Filippo Galli                                                   |
| Idreno, indický král                                  | tenor     | John Sinclair                                                   |
| Oroe, velekněz magie                                  | bas       | Luciano Mariani                                                 |
| Azema, princezna, potomek Baala                       | soprán    | Matilde Spagna                                                  |
| Mitrane, kapitán stráže                               | tenor     | Gaetano Rambaldi                                                |
| duch Nina                                             | bas       | Natale Ciolli                                                   |